# Stemonyphantes curvipes
Espèce
Stemonyphantes curvipes est une espèce d'araignées aranéomorphes de la famille des Linyphiidae.

## Distribution
Cette espèce est endémique du Kirghizistan.

## Description
Le mâle holotype mesure 4,05 mm.

## Publication originale
- Tanasevitch, 1989 : The linyphiid spiders of Middle Asia (Arachnida: Araneae: Linyphiidae). Senckenbergiana Biologica, vol. 69, p. 83-176.